# Súng ngắn

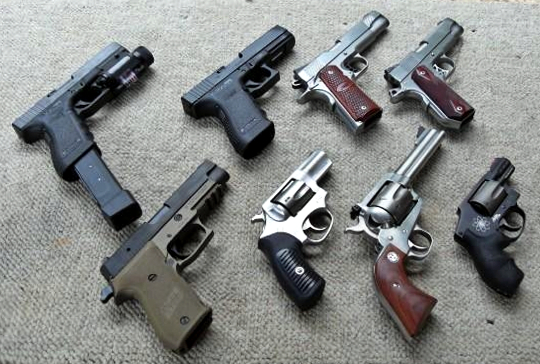
Súng ngắn hiện đại (thuận chiều kim đồng hồ từ phía trên bên trái) Glock 22 * Glock 21 * Kimber Stainless Raptor II * Dan Wesson Commander Classic Bobtail * Smith & Wesson Model 340 * Ruger Blackhawk * Ruger SP101 * SIG Sauer P220 Combat.

Súng ngắn là một súng cầm tay có thể được giữ và sử dụng bằng một tay . Hai loại súng ngắn phổ biến nhất được sử dụng hiện nay là súng ngắn ổ quay và súng ngắn bán tự động(semi-auto).
Trong những ngày trước khi sản xuất hàng loạt, súng ngắn thường được coi là một biểu tượng của chức vụ, giống như một thanh kiếm. Vì chúng có tiện ích hạn chế và đắt hơn súng dài trong thời đại đó, súng ngắn chỉ được rất ít người có đủ khả năng mua chúng, mang theo bên người. Tuy nhiên, vào năm 1836, Samuel Colt đã cấp bằng sáng chế cho Colt Paterson, khẩu súng lục ổ quay được sản xuất hàng loạt thực tế đầu tiên. Nó có khả năng bắn 5 phát liên tiếp và rất nhanh trở thành vũ khí phòng thủ phổ biến, làm nảy sinh câu nói "Chúa tạo ra con người, nhưng Colt đã khiến họ ngang nhau". Ngày nay, ở hầu hết thế giới, súng ngắn thường được coi là vũ khí tự vệ được sử dụng chủ yếu bởi cảnh sát và sĩ quan quân đội. Tuy nhiên, tại Hoa Kỳ và nhiều quốc gia khác trên thế giới, súng ngắn cũng được phổ biến rộng rãi cho dân thường và thường được mang theo để tự vệ.

## Lịch sử

### Súng cầm tay Hắc Long Giang

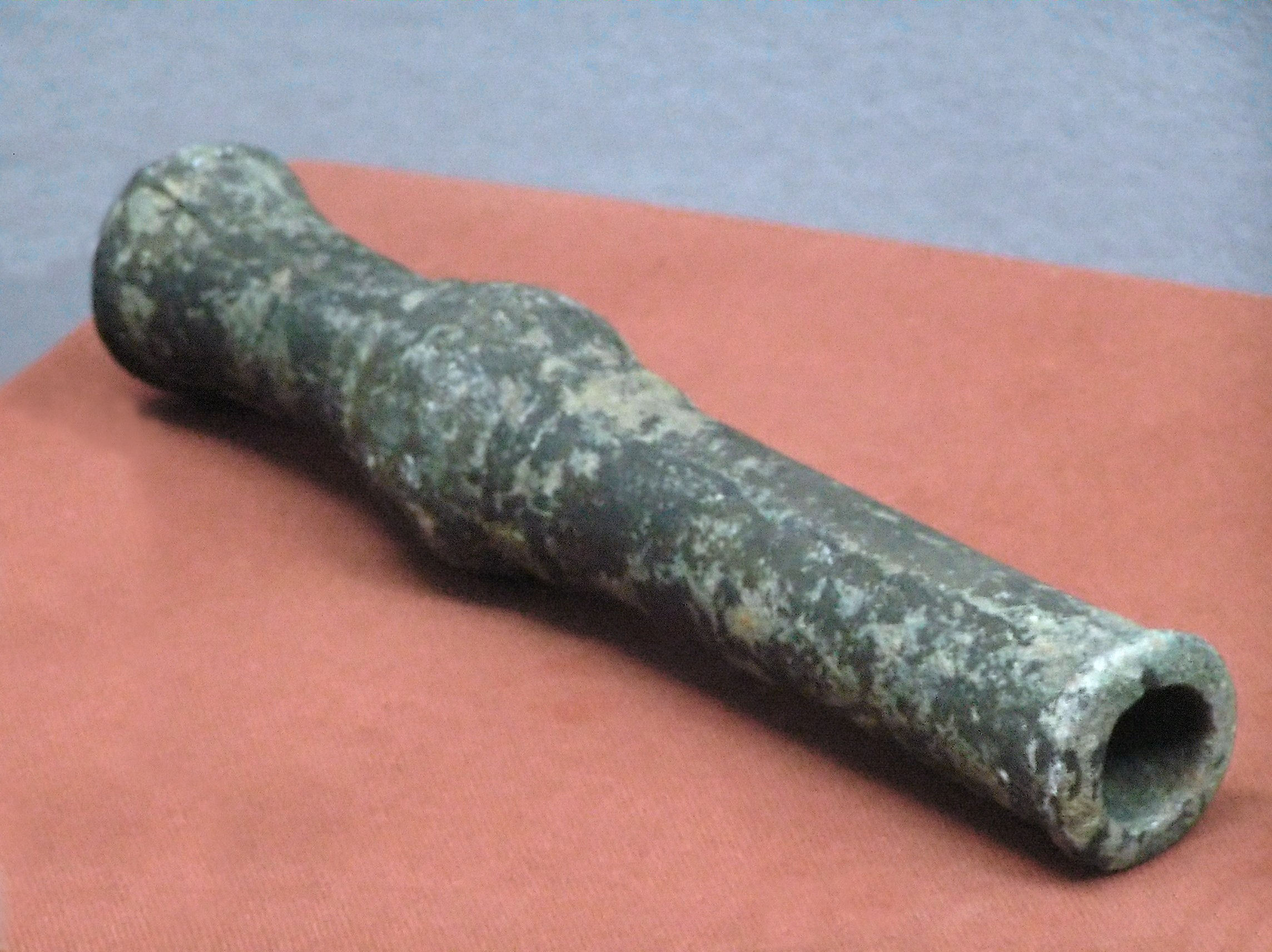
Súng cầm tay từ thời nhà Nguyên Trung Quốc (1271-1368).

Súng đạn xuất hiện lần đầu tiên ở Trung Quốc nơi thuốc súng được phát triển lần đầu tiên. Súng ngắn nòng bằng đồng cổ nhất được biết đến là súng cầm tay Hắc Long Giang, có niên đại 1288. Nó dài 34 cm (13,4 inch), không có tay cầm và nặng 3,55 kg (7,83 pounds). Đường kính của phần bên trong ống đạn là 2,5 cm (1,0 inch).  Nòng súng là phần dài nhất của pháo cầm tay và dài 6,9 inch. 
Súng tay có một bệ đèn ở breech gọi là yaoshi (藥室 ) hoặc buồng thuốc súng, nơi xảy ra vụ nổ đẩy đạn đi.   Đường kính buồng chứa bột súng của Hắc Long Giang là 6,6 cm (2,6 inch).  Các bức tường của buồng bột dày hơn đáng kể để chịu được áp lực nổ của thuốc súng.  Buồng bột cũng có một lỗ cảm ứng, một lỗ nhỏ cho cầu chì đốt thuốc súng.  Đằng sau buồng thuốc súng là một chỗ cắm có hình dạng như một cây kèn nơi tay cầm của khẩu súng cầm tay được đưa vào.  Hình dạng phình ra của tay cầm cho phép súng Trung Quốc thời đầu và pháo phương Tây có vẻ ngoài giống như bình chứa, hoặc quả lê, sau đó dần dần biến mất khi những tiến bộ trong luyện kim công nghệ làm hình bình chứa trở nên lỗi thời. 

## Súng ngắn ổ xoay
Súng ngắn ổ xoay là loại súng ngắn nạp đạn theo nguyên tắc: ổ đạn là một vòng tròn trên đó lắp các viên đạn - thường là 6 viên có súng lên đến 8-10 viên, có thể xoay đều, khi kim hỏa của búa đập đập vào hạt nổ của viên đạn thì đồng thời có một cơ cấu giúp nó đẩy ổ đạn xoay một góc độ nhất định để sau đó búa đập sẵn sàng đập vào hạt nổ của viên đạn kế tiếp.
Súng ổ quay chia ra làm hai loại chính, single action và double action (SA/DA).

## Súng ngắn bán tự động
Súng ngắn bán tự động lợi dụng phản lực của đạn khi kim hỏa đập vào hạt nổ đốt cháy thuốc súng tạo áp suất đẩy đầu đạn bay đi, đồng thời đẩy khóa nòng (bộ phận lên đạn giữ kim hỏa) về phía sau và đẩy búa đập hoặc trục nén lò xo về vị trí thế năng cao, khóa nòng khi trượt qua viên đạn trong băng đạn sẽ đẩy viên đạn mới vào nòng súng. Súng ngắn bán tự động có ba loại chính:
Blowback (thổi ngược)
Recoil-operated, DPM recoil reduction system(hãm lực giật)
Gas-operated (đẩy ngược bằng khí cháy)

## Các loại súng ngắn khác
- Súng ngắn bắn một lần (semi) là loại súng phải tháo vỏ đạn đã bắn rồi nạp lại đạn mới bằng tay, hoặc phải nhồi lại đạn và thuốc súng qua đầu nòng súng.
- Súng ngắn liên thanh (full-auto) có thể bắn nhiều viên trong một lần bóp cò, loại súng này thường có thể chuyển từ chế độ bán tự động sang tự động.